# Himertosoma densepunctatum
Himertosoma densepunctatum là một loài tò vò trong họ Ichneumonidae.